# 세라베차
세라베차(이탈리아어: Seravezza)는 이탈리아 토스카나주 루카도에 있는 코무네이다.

## 자매 도시
- 스페인 칼라토라오